# Индекс автомобильных номеров Марокко
Марокканские номерные знаки по размеру и внешнему виду в значительной степени соответствуют европейским и обычно показывают чёрный текст на белом фоне.

## Описание
С 2000 года знак начинается максимум с пяти цифр, за которыми следуют две вертикальные линии. Между строк есть арабский символ, чтобы различать серии. Наконец, существует одно- или двузначный код региона для происхождения автомобиля. Для двустрочных знаков появляются буква и код региона в верхней строке и серийный номер в нижней части. Старые номерные знаки показывают только цифры после шаблона 1254-56 | 7 | أ Недавние признаки показывают левую окраину территории, в том числе покрытые марокканской Западной Сахарой
Марокканские дипломатические номера имеют жёлтый фон. Они показывают в левом поле буквы CD и «Магос». Другая сторона таблички показывает то же самое по-арабски. Между этими двумя блоками появляются две пары чисел, последние указывают страну происхождения.

## Региональные коды
Региональные коды:
- Область Рабат — Сале — Кенитра
  - 1: Рабат
  - 2: Сале
  - 3: Сала Аль-Джадида
  - 4: Схират-Темара
  - 5: Хемиссет
- 6: Касабланка Анфа
- 7: Касабланка Хай-Мохаммади — Айн—Сба
- 8: Касабланка Хай-Хассани
- 9: Касабланка Бен-Мсик
- 10: Касабланка Мулай-Рашид
- 11: Касабланка Аль-Фида Дерби Султан
- 12: Касабланка Мехуар
- 13: Касабланка Сиди-Бернусси — Зената
- 14: Мохаммедия
- 15: Фес Джидид — Дар-Дбибаг
- 16: Фес Медина
- 17: Мулай-Якуб
- 18: Сефру
- 19: Булеман
- 20: Мекнес Менза
- 21: Мекнес Исмаилия
- 22: Эль-Хаджеб
- 23: Ифран
- 24: Хенифра
- 25: Эр-Рашидия
- 26: Марракеш Менара
- 27: Марракеш Медина
- 28: Марракеш — Сиди-Юсеф — Бен-Али
- 29: Эль-Хауз
- 30: Шишауа
- 31: Келаат Эс-Срагна
- 32: Эс-Сувейра
- 33: Агадир — Ида-Оутанан
- 34: Агадир — Инезган — Айт-Меллул
- 35: Штука Айт-Баха
- 36: Тарудант
- 37: Тизнит
- 38: Уарзазат
- 39: Загора
- 40: Танжер — Асила
- 41: Танжер Фахс — Бни-Макада
- 42: Лараш
- 43: Шефшауэн
- 44: Тетуан
- 45: Аль-Хосейма
- 46: Таза
- 47: Таунат
- 48: Уджда
- 49: Беркан
- 50: Надор
- 51: Таурирт
- 52: Джерада
- 53: Фигиг
- 54: Сафи
- 55: Эль-Джадида
- 56: Сеттат
- 57: Хурибга
- 58: Бен-Слиман
- 59: Кенитра
- 60: Сиди-Касем
- 61: Бени-Меллаль
- 62: Азилаль
- 63: Смара
- 64: Гулимин (Гульмим)
- 65: Тан-Тан
- 66: Тата
- 67: Асса-Заг
- 68: Эль-Аюн
- 69: Буждур
- 70: Уэд Эд-Дахаб
- 71: Ауссерд
- 72: Касабланка Айн-Шок
- 73: Касабланка Нуасер
- 74: Касабланка Медиуна
- 75: Мдик — Фнидек
- 76: Дриуш
- 77: Герсиф
- 78: Уаззан
- 79: Сиди-Слиман
- 80: Мидельт
- 81: Беррешид
- 82: Сиди-Беннур
- 83: Схур-Рехамна
- 84: Фких-Бен-Салах
- 85: Юсуфия
- 86: Тингир
- 87: Сиди-Ифни
- 88: Тарфайя
- 89: Лагуира